# Густав II Адольф
Гу́став II Адо́льф (швед. Gustav II Adolf, лат. Gustavus Adolphus; 9 грудня 1594 - 6 (16) листопада 1632, Лютцен поблизу Лейпцига) — шведський король (з 1611) і полководець. Князь Естонії в 1607—1611 рр. Представник шведської династії Ваза. Його двадцятирічне правління стало однією з найблискучіших сторінок в історії Швеції. Прізвиська — Сніговий король, Лев Півночі.

## Життєпис

### Ранні роки
Народився в Стокгольмі, Швеція. Син шведського короля Карла IX і Крістіни Гольштейнської. Зять бранденбурзького маркграфа Йоганна-Сигізмунда.
Карл IX присвятив багато турбот і праці вихованню Густава. Він був одним із найосвіченіших правителів свого часу; говорив вільно німецькою, голландською, французькою, італійською та латиною; розумів російську й польську мови. Густав захоплювався математикою й історією. З 11-літнього віку Густав часто бував на засіданнях сейму та на нарадах батька, прийомах іноземних послів. На молодого Густава мали великий вплив Йоанн Шітте і Аксель Оксеншерна. Останнього Густав на початку свого правління призначив канцлером і зберіг прихильність до нього до самої смерті.
Густав ІІ Адольф був князем Естонії в 1607-11 рр., перш ніж він став королем. Після цього офіційно скасував всі шведські герцогства в 1618 році.

### Правління
Вступивши на престол, Густав Адольф успадкував від батька ворожнечу до аристократії і три війни — з Данією-Норвегією, Московським царством і Річчю Посполитою. Аристократію Густав схилив на свій бік, надавши багато привілеїв і обіцяючи у всіх справах радитись з сеймом. Данську війну, яку ще називають Кальмарською війною, король закінчив у 1613 році, уклавши мир в Кнереде.
Непорозуміння між Шведською імперією та Московським царством виникли ще при Карлі IX. Війна з Москвою, що мала на меті відтіснити московитів з Балтики і, зокрема, з Фінської затоки, закінчилася в 1617 році Столбовським миром, за яким шведи закріпились на узбережжі Фінської затоки.
Згодом вся увага Густава була звернена проти Речі Посполитої — почалася тривала династична боротьба — польський король Сигізмунд III походив з династії Ваза і претендував на успадкування шведського трону.
Війна з перервами тяглась з 1618 по 1629 рік, велася переважно на території Польського королівства. Декілька разів сторони укладали перемир'я. Речі Посполитій надавали підтримку Габсбурги. Королівство Англія, Французьке королівство і Нідерланди намагались залучити Шведську імперію до боротьби проти Габсбургів на території Німеччини. Густаву обіцяли величезну фінансову допомогу і всіляку підтримку. У 1629 році між Шведською імперією і Річчю Посполитою було укладено 6-річне перемир'я. Густав був готовий вступити в Тридцятирічну війну, де в нього були власні інтереси.

## Реформи армії

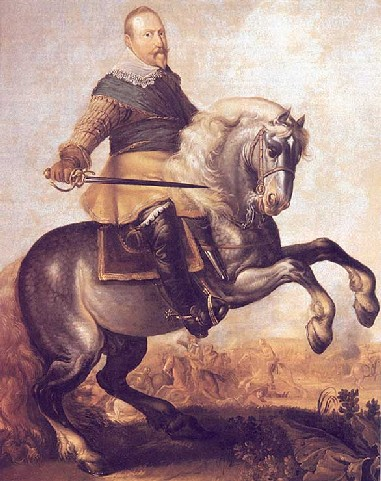
Густав II Адольф у битві під Брейтенфельдом

Густав Адольф реформував шведську армію. Вона формувалась за рахунок комбінованого добровільного і примусового набору солдатів з селян і міщан Шведської імперії. Однорідний національний склад армії підвищив її боєздатність і дисципліну. Густав запровадив сувору дисципліну, тілесні покарання і муштру в армії. При ньому було вдосконалено озброєння армії: артилерія оснащена легкими 4-фунтовими (80 міліметрів) гарматами, вперше в західній Європі була створена полкова артилерія — по 2 гармати на полк. Великі полки по 2-3 тисячі людей були замінені на менші по 1300—1400 людей. У шведських полках 2/3 солдатів складали мушкетери, 1/3 пікінери. Реформи армії дозволили Густаву використовувати передову на той час лінійну тактику. У галузі стратегії для Густава характерне використання наступальних дій невеликою армією, завчасна підготовка театру воєнних дій, надійне забезпечення операційної лінії (напряму дій армії).

## Тридцятирічна війна
У 1630 році Густав II Адольф втрутився в Тридцятирічну війну. Густав переслідував як релігійні, так і чисто політичні цілі. Прагнення Фердинанда II утвердитись на Балтиці викликало занепокоєння в Шведській імперії. Густав боявся, що якщо імператор закріпиться на Балтиці, то буде допомагати польському королю Сигизмунду III Вазі претендувати на престол Шведської імперії. Окрім того перемога католиків на Півночі Німеччини загрожувала і протестантській Шведській імперії — в результаті, релігійні та політичні мотиви короля вступити у війну були взаємопов'язані. У Німеччині Густав перемагав найкращих полководців того часу: графа Тіллі, у битві під Брейтенфельдом, і герцога Валленштайна в битві під Лютценом. В останній битві короля було смертельно поранено 6 (16) листопада 1632 року.
Одружений із Марією-Елеонорою Брандербурзькою, Густав мав двох дочок: Христину, яка в шестирічному віці зайняла шведський престол, і Христину-Авґусту.

## Підсумки
Густав реформував шведську економіку, армію та державне управління, дав Шведській імперії імпульс до прогресу і перетворив її на першокласну державу. Сейм при Густаві став постійно функціонуючим, він спростив податкову систему, уклав торговельні угоди з Нідерландами, Іспанською імперією, Французьким королівством та Московським царством, відновив Упсальський університет і заснував університет у Тарту, відкрив багато шкіл, зокрема найдавнішу постійно діючу школу Естонії Гімназію Густава Адольфа Таллінна.